# ویکتور یوسیفوف

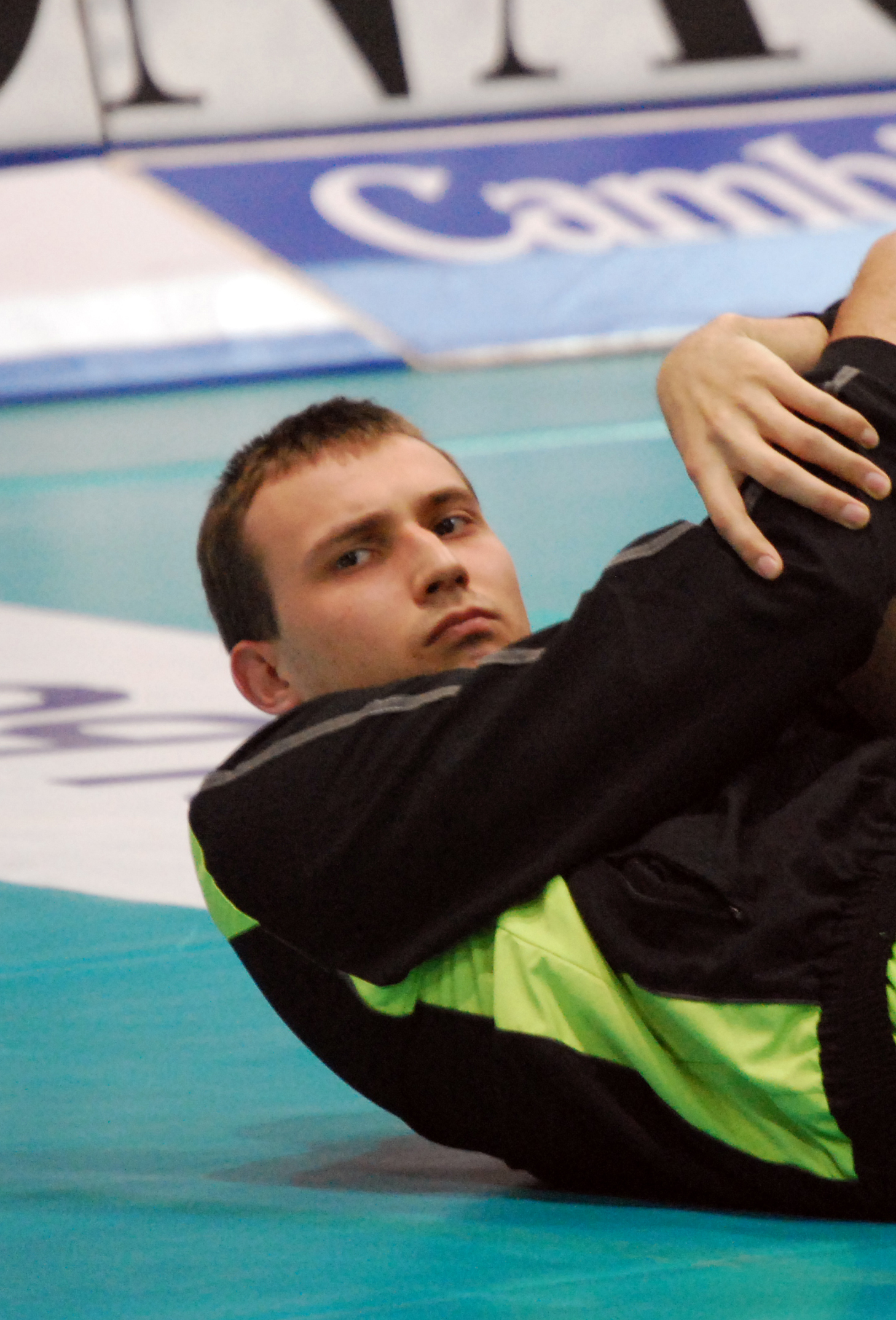
در سال ۲۰۱۱

ویکتور یوسیفوف (انگلیسی: Viktor Josifov زاده ۱۱ اکتبر ۱۹۸۲) بازیکن والیبال اهل بلغارستان؛ عضو تیم ملی والیبال بلغارستان و باشگاه نیژنی نووگورود است.
او با بلغارستان به مدال برنز قهرمانی اروپا ۲۰۰۹ دست یافت.